# All Wound Up
All Wound Up è il primo demo dei Godsmack. È stato pubblicato il 28 luglio 1997.

## Tracce
1. Moon Baby – 4:23 – Erna
2. Immune – 4:50 – Erna/Merrill/Rombola
3. Time Bomb – 3:59 – Erna
4. Keep Away – 4:50 – Erna
5. Situation – 5:47 – Erna/Merrill
6. Stress – 5:03 – Erna
7. Bad Religion – 3:13 – Erna/Stewart
8. Get Up, Get Out! – 3:29 – Erna
9. Now or Never – 5:06 – Erna
10. Goin' Down – 3:24 – Erna/Merrill/Rombola
11. Voodoo – 4:42 – Erna/Merrill
12. Whatever (traccia nascosta) – 3:26 – Erna/Rombola